# Sara Larsson
Sara Larsson (Kristinehamn, 13 de maio de 1979) é uma ex-futebolista sueca que atuava como zagueira. 

## Carreira
Larsson fez parte do elenco da Seleção Sueca de Futebol Feminino, nas Olimpíadas de 2000, 2004 e 2008. 